# The Other Side One
Singles de Ayumi Hamasaki
Audience
(2000) M
(2000)
Singles par Ayumi Hamasaki
The Other Side Two
(2001)
The Other Side One (écrit : the other side ONE, avec le sous-titre previously unreleased version) est un single de remix de chansons de Ayumi Hamasaki, en collaboration avec le DJ américain Hex Hector, premier d'une série de quatre.

## Présentation
Le single sort le 15 novembre 2000 au Japon sous le label indépendant Rhythm Republic lié à Avex Trax. Il ne sort que 15 jours après le précédent single de la chanteuse, Audience, et son album Duty. Il est édité à seulement 10 000 exemplaires. Il atteint la 33e place du classement de l'Oricon, et reste classé pendant une semaine. 
Le disque lui-même est un CD, mais il est inséré dans un boitier original spécialement conçu pour l'occasion, en carton rigide et de la taille d'une pochette de disque vinyle 45 tours, sans photo ni livret. Il contient six versions remixées par Hex Hector dans le genre house music : trois de la chanson-titre du single Kanariya, et trois de celle de Boys & Girls, dont à chaque fois une version dub et une version instrumentale. 
C'est le premier d'une série de quatre singles. Les trois autres sortiront simultanément deux mois et demi plus tard, avec une présentation similaire, seule changeant la couleur de la couverture, contenant des remix réalisés par d'autres DJs : The Other Side Two, The Other Side Three, et The Other Side Four.

## Liste des titres
Toutes les paroles sont écrites par Ayumi Hamasaki.
| 1. | Kanariya 'Main Club mix'       | Yasuhiko Hoshino |  |
| 2. | Kanariya 'The Dub version'     | Yasuhiko Hoshino |  |
| 3. | Kanariya 'instrumental'        | Yasuhiko Hoshino |  |
| 4. | Boys & Girls 'Main Club mix'   | D・A・I          |  |
| 5. | Boys & Girls 'The Dub version' | D・A・I          |  |
| 6. | Boys & Girls 'instrumental'    | D・A・I          |  |